# الكنتلا
الكُنتلا أو الكُنتِلَّة، إحدى قرى مركز نخل التابع لمحافظة شمال سيناء بجمهورية مصر العربية.